# Deseő László (katonatiszt)
Nemes dr. Deseő László, családneve 1931. április 30-ig Dezső (Sárospatak, 1893. június 26. – Krasznogorszk, 1948. június 25.) vezérőrnagy (gyalogság, tüzérség), moszkvai katonai attasé.

## Élete és pályafutása
Apja, Dezső Lajos, a sárospataki református gimnázium igazgatója, anyja Róth Mária volt. A hétgyermekes család legkisebb fia volt. Szüleit tízéves korára, röviden egymás után vesztette el. Legidősebb, már családos bátyja vette gondozásba.
A Ludovika Akadémia elvégzése után, 1913. szeptember elsején tüzér hadnaggyá avatták. Az első világháborúban ütegparancsnok főhadnagyként vett részt. 1915. március 26-án a volhíniai Olikánál különösen kitüntette magát. A Monarchia felbomlása után századosi rendfokozatban tovább szolgált a köztársasági, majd a magyar királyi hadseregben. Elvégezte a vezérkari akadémiát, és a honvéd vezérkar állományába került. 1927-től a Ludovika Akadémián tanított.
1932-től a VKF 2. osztályán, vezérkari őrnagyi rendfokozatban, az orosz ügyek referense. Időközben elvégezte a budapesti közgazdasági egyetemet, ahol doktori címet szerzett, és megtanult oroszul.
1934. november 1-jétől vezérkari szolgálatot teljesítő alezredesi rangot kapott, majd 1935 végén a honvéd vezérkar főnöke moszkvai katonai attasénak nevezte ki. 1939. január végén a Szovjetunió Magyarországnak az antikomintern paktumhoz való csatlakozása miatt felfüggesztette a diplomáciai kapcsolatokat. Ekkor Helsinkibe helyezték át, hogy onnan kísérje figyelemmel a szovjetunióbeli fejleményeket, egyúttal a balti államokba is akkreditálták katonai attaséként. 1939. május 1-én vezérkari ezredessé léptették elő. A magyar–szovjet kapcsolatok időleges javulása során, 1939 végén visszatért moszkvai posztjára, amit 1940. július 1-ig töltött be.
Moszkvai katonai attaséként igen aktív tevékenységet folytatott, vasúton, hajón és gépkocsin bejárta az egész európai Oroszországot, Murmanszktól Batumiig. A Volgán hajóval eljutott egészen Asztrahánig. Széles körű kapcsolatokat épített ki az orosz lakosság körében is.
Hazatérése után visszatért a tüzérséghez, majd 1942. november 1-jén vezérőrnaggyá nevezték ki és a Magyar 2. hadsereg kötelékében, a szombathelyi III. hadtest tüzérparancsnokaként került szovjet frontra. 1943 februárjában a Don-kanyarban fogságba esett.
A hadifogságban más tábornokokhoz hasonlóan viszonylag kedvező körülmények közé került, de 1948 júniusában megbetegedett és meghalt. Sírját fia, Deseő László, akkor stockholmi magyar nagykövet, a moszkvai magyar nagykövetség segítségével felkutatta és hamvait 1994 júniusában Sárospatakon újratemették.

## Kitüntetései a viselési sorrendben
- Magyar Érdemrend tisztikeresztje (1940)
- Magyar Érdemkereszt IV. osztálya (1934. december 12.)
- Katonai Érdemkereszt III. osztálya hadidíszítménnyel, kardokkal
- Ezüst Katonai Érdemérem hadiszalagon, kardokkal
- Bronz Katonai Érdemérem hadiszalagon, kardokkal
- Károly-csapatkereszt
- Háborús Emlékérem kardokkal és sisakkal
- Tiszti Katonai Szolgálati Jel III. osztálya
- Erdélyi Emlékérem
- észt Saskereszt Rend III. osztálya (1940. augusztus 16.)
- Finn Fehér Rózsa Rend parancsnoki keresztje
- lett Három Csillag Rend III. osztálya (1940. augusztus 16.)
- Gediminas Litván Nagyherceg Rend III. osztálya (1940. augusztus 16.)
- osztrák Háborús Emlékérem kardokkal
- bolgár Háborús Emlékérem